# Jason Myslicki
Jason Myslicki (ur. 14 grudnia 1977 w Thunder Bay, Ontario) – kanadyjski narciarz, specjalizujący się w kombinacji norweskiej. Reprezentant Kanady na Zimowe Igrzyska Olimpijskie 2006 w Turynie oraz Zimowe Igrzyska Olimpijskie 2010 w Vancouver.
Zadebiutował w Pucharze Świata w Ruce w 2003 r. Jego najlepszy wynik to 23. miejsce w lutym 2009 r. w Chaux-Neuve.
W mistrzostwach świata najlepsze jego osiągnięcie to 33. miejsce w 2003 podczas mistrzostw w Val di Fiemme.
Po sezonie 2009/2010 zakończył sportową karierę.

## Osiągnięcia

### Igrzyska olimpijskie
| Olimpiada      | Miejsce   | Data           | Konkurencja                   | Rezultat    |
| -------------- | --------- | -------------- | ----------------------------- | ----------- |
| Turyn 2006     | Pragelato | 11 lutego 2006 | Gundersen                     | 41. miejsce |
| Turyn 2006     | Pragelato | 21 lutego 2006 | sprint                        | 41. miejsce |
| Vancouver 2010 | Whistler  | 14 lutego 2010 | Gundersen - normalna skocznia | 45. miejsce |
| Vancouver 2010 | Whistler  | 25 lutego 2010 | Gundersen - duża skocznia     | 44. miejsce |

### Mistrzostwa świata
| Mistrzostwa świata | Miejsce       | Data           | Konkurencja                   | Rezultat    |
| ------------------ | ------------- | -------------- | ----------------------------- | ----------- |
| Ramsau 1999        | Ramsau        | 20 lutego 1999 | Gundersen                     | 49. miejsce |
| Ramsau 1999        | Ramsau        | 27 lutego 1999 | sprint                        | 41. miejsce |
| Lahti 2001         | Lahti         | 15 lutego 2001 | Gundersen                     | 46. miejsce |
| Lahti 2001         | Lahti         | 24 lutego 2001 | sprint                        | 34. miejsce |
| Val di Fiemme 2003 | Val di Fiemme | 21 lutego 2003 | Gundersen                     | 38. miejsce |
| Val di Fiemme 2003 | Val di Fiemme | 28 lutego 2003 | sprint                        | 33. miejsce |
| Liberec 2009       | Liberec       | 22 lutego 2009 | Gundersen - normalna skocznia | 42. miejsce |
| Liberec 2009       | Liberec       | 28 lutego 2009 | Gundersen - duża skocznia     | 37. miejsce |

### Puchar Świata

#### Miejsca w klasyfikacji generalnej
- sezon 2003/2004: 58.
- sezon 2004/2005: -
- sezon 2005/2006: 62.
- sezon 2006/2007: -
- sezon 2007/2008: -
- sezon 2008/2009: 63.
- sezon 2009/2010: 66.